# Едвард Сильвестр Елліс
Едвард Сильвестр Елліс (англ. Edward Sylvester Ellis; 11 квітня 1840, Женіва, Огайо, США — 20 червня 1916, США) — американський письменник. Автор вестернів, фантастичних романів, книг з історії.

## Життєпис

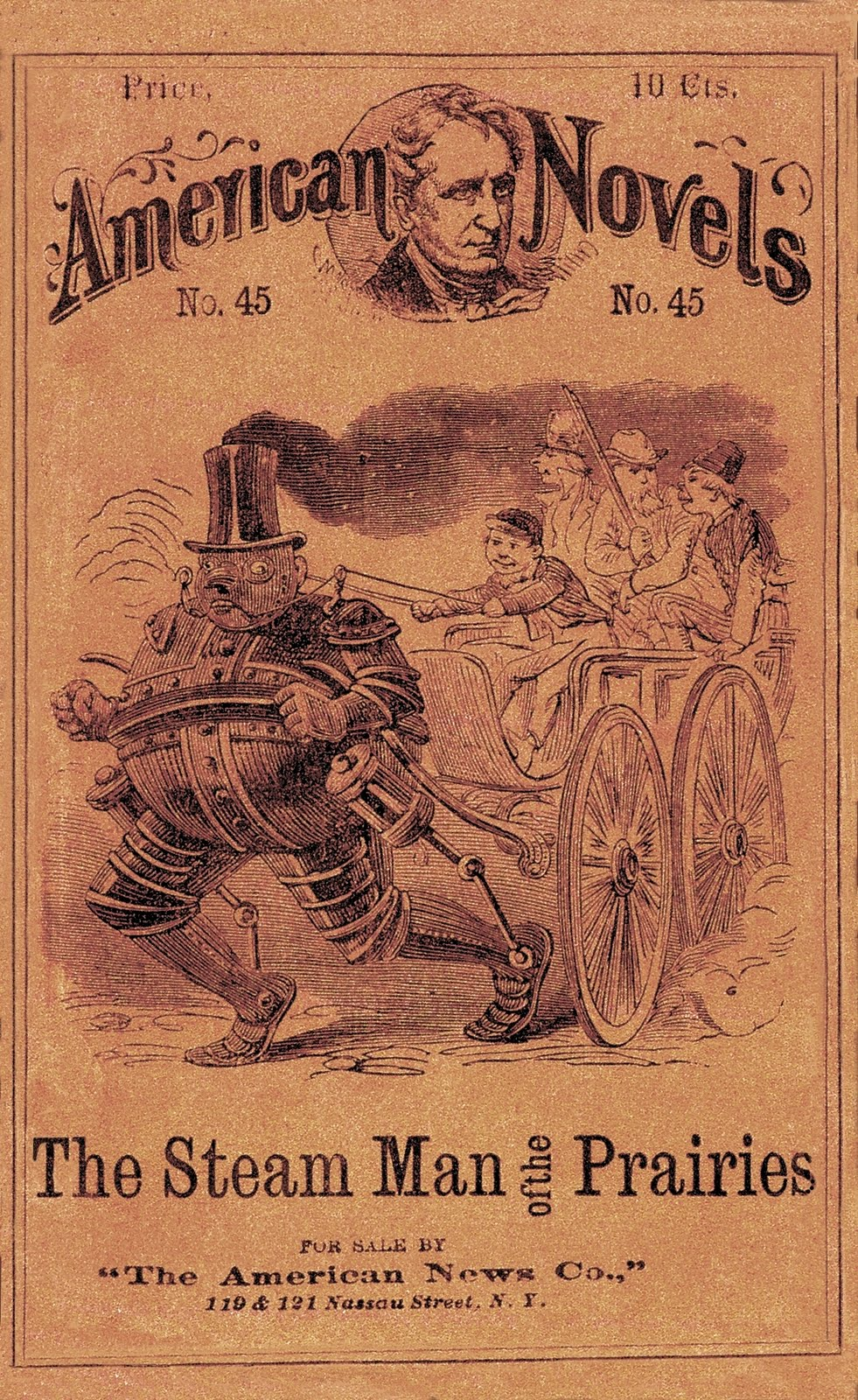
Обкладинка роману «Парова людина прерій»

Едвард Елліс народився в Женіві (Огайо) в сім'ї мисливця Сильвестра Елліса і Мері Альберті Елліс. Працював учителем. Публікував вірші від 1857 року і романи від 1859 року.
1860 року вийшов «десятицентовий роман» Елліса «Сет Джонс, або Бранці фронтира» (Seth Jones, or the Captives of the Frontier), написаний у наслідування пенталогії Джеймса Фенімора Купера про Шкіряну Панчоху. Спочатку продано від сорока до шістдесяти тисяч примірників, а всього продано 450 тисяч примірників. У романі «Парова людина в преріях» (Steam Man of the Prairies; 1868) йшлося про молодого винахідника, який створює людиноподібну парову машину і подорожує на ній Диким Заходом. Він підштовхнув до створення «едісонади» — піджанру наукової фантастики, головним героєм якого є геніальний вчений-винахідник. Елліс також автор дитячих книг із історії США та інших країн і біографій Томаса Джефферсона, Кіта Карсона, Деві Крокетта. Всього під різними псевдонімами він написав 460 великих творів і 523—650 дрібніших.
Елліс був двічі одруженим: із Анною М. Дін (від 1862 до 1887 року) і з Кларою Сполдінг Браун (від 1900 року). У першому шлюбі в нього народилися син Вілмот Едвард Елліс (майбутній військовик) і три дочки. Елліс помер під час відпустки на острові Кліфф-Айленд (Мен).